# 鷹狩駅
鷹狩駅（たかがりえき）は、鳥取県鳥取市用瀬町鷹狩にある西日本旅客鉄道（JR西日本）因美線の駅である。

## 歴史
- 1961年（昭和36年）8月1日：国鉄因美線国英 - 用瀬間に新設[1]。旅客のみ取扱う無人駅[2]。
- 1987年（昭和62年）4月1日：国鉄分割民営化に伴い、JR西日本に移管[3]。

## 駅構造
智頭方面に向かって左側に単式ホーム1面1線を有する地上駅（停留所）。鳥取鉄道部管理の無人駅。駅舎は無く、智頭寄りの出入口から直接ホームに入る形となっている。ホーム上に待合所が設置されている。待合所内には、au回線を利用した運行情報パネルが設置されている。自動券売機・乗車駅証明書発行機・便所は設置されていない。

## 利用状況
鳥取市統計要覧によると、2020年度の年間乗車人員は1.4万人で、1日平均乗車人員は38人と算出出来る。
近年の乗車人員の推移は以下の通り。
| 年度   | 年間 乗車人員 | 1日平均 乗車人員 | 1日平均 乗降人員 |
| ------ | ------------- | ---------------- | ---------------- |
| 2008年 | 2万           | 55               |                  |
| 2009年 | 2万           | 55               |                  |
| 2010年 | 2万           | 55               |                  |
| 2011年 | 2.1万         | 57               | 103              |
| 2012年 | 1.8万         | 49               | 99               |
| 2013年 | 1.8万         | 49               | 104              |
| 2014年 | 1.9万         | 52               | 86               |
| 2015年 | 1.6万         | 44               | 84               |
| 2016年 | 1.5万         | 41               | 82               |
| 2017年 | 1.5万         | 41               | 80               |
| 2018年 | 1.5万         | 41               | 82               |
| 2019年 | 1.6万         | 44               | 86               |
| 2020年 | 1.4万         | 38               |                  |

## 駅周辺
- 鷹狩簡易郵便局
- ジュンテンドー用瀬店
- 鳥取自動車道 用瀬IC/PA/BS
- 国道53号
- 国道373号
- 国道482号
- 鳥取県道49号鳥取河原用瀬線

## 隣の駅
西日本旅客鉄道（JR西日本）
 因美線
国英駅 - 鷹狩駅 - 用瀬駅